# مجمع عباس أباد
مجمع عباس أباد (بالفارسية: مجموعه عباس آباد) هو مجمع تاريخي يعود إلى عصر الدولة التيمورية والقاجاريون، ويقع في تايباد.

## معرض

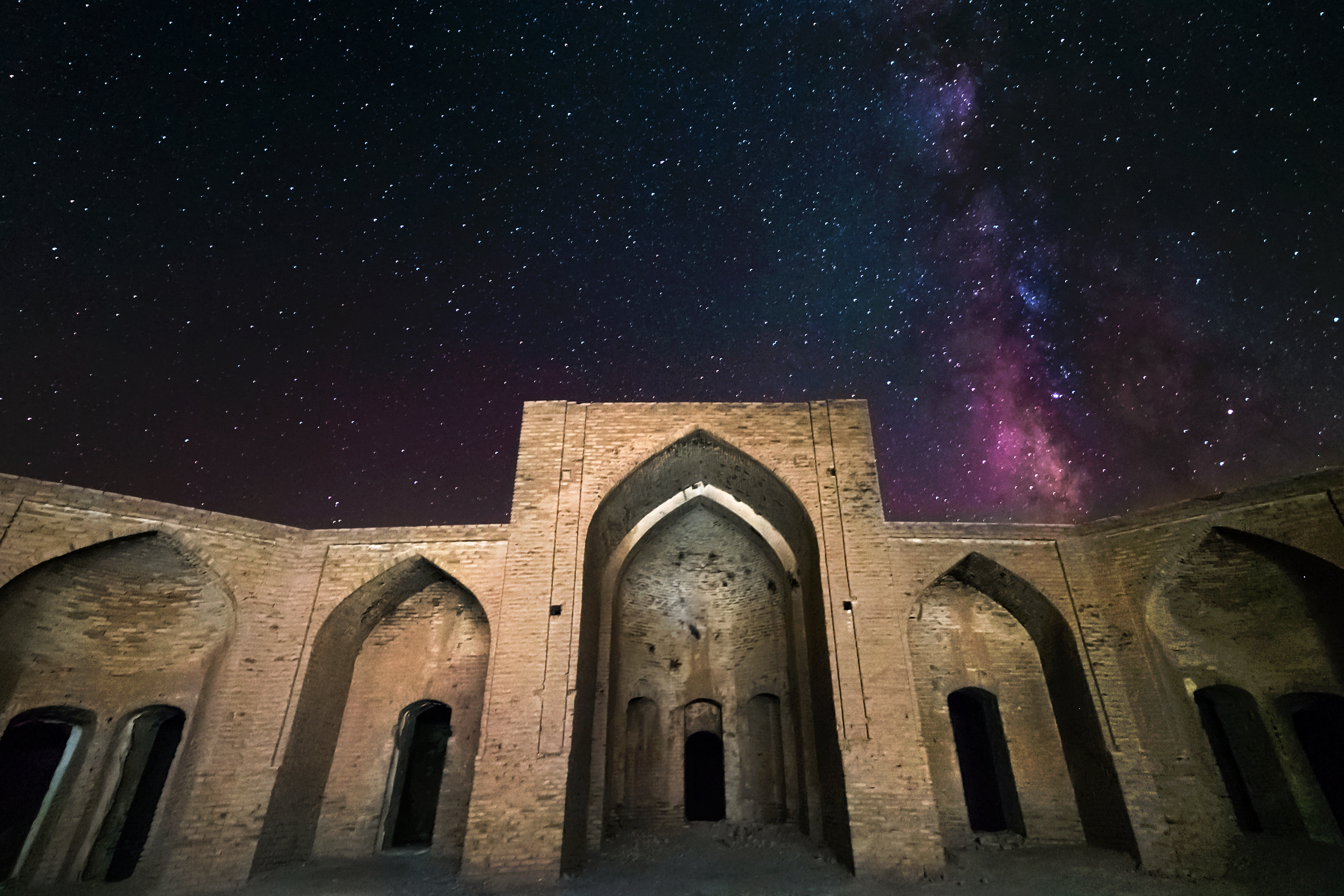
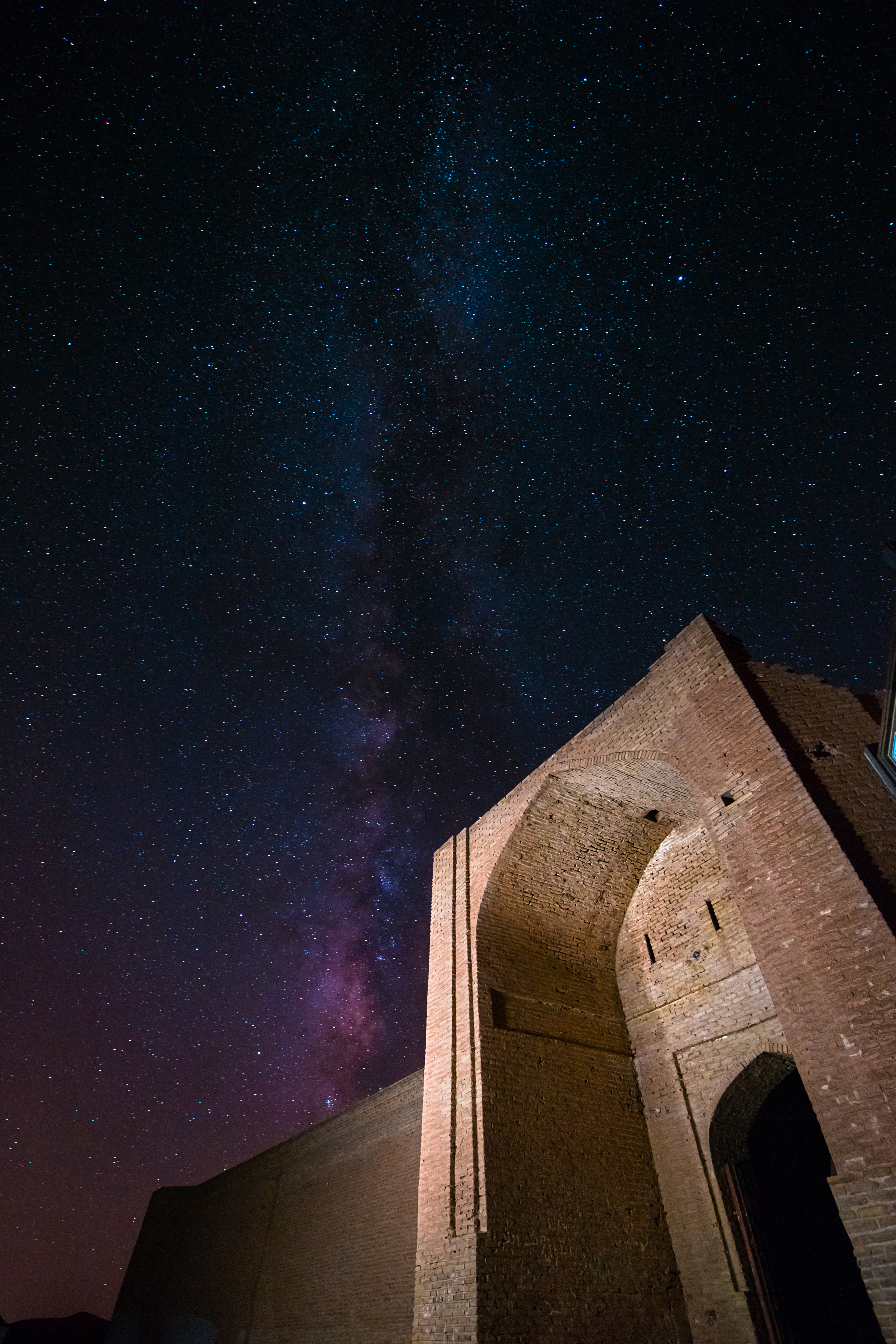
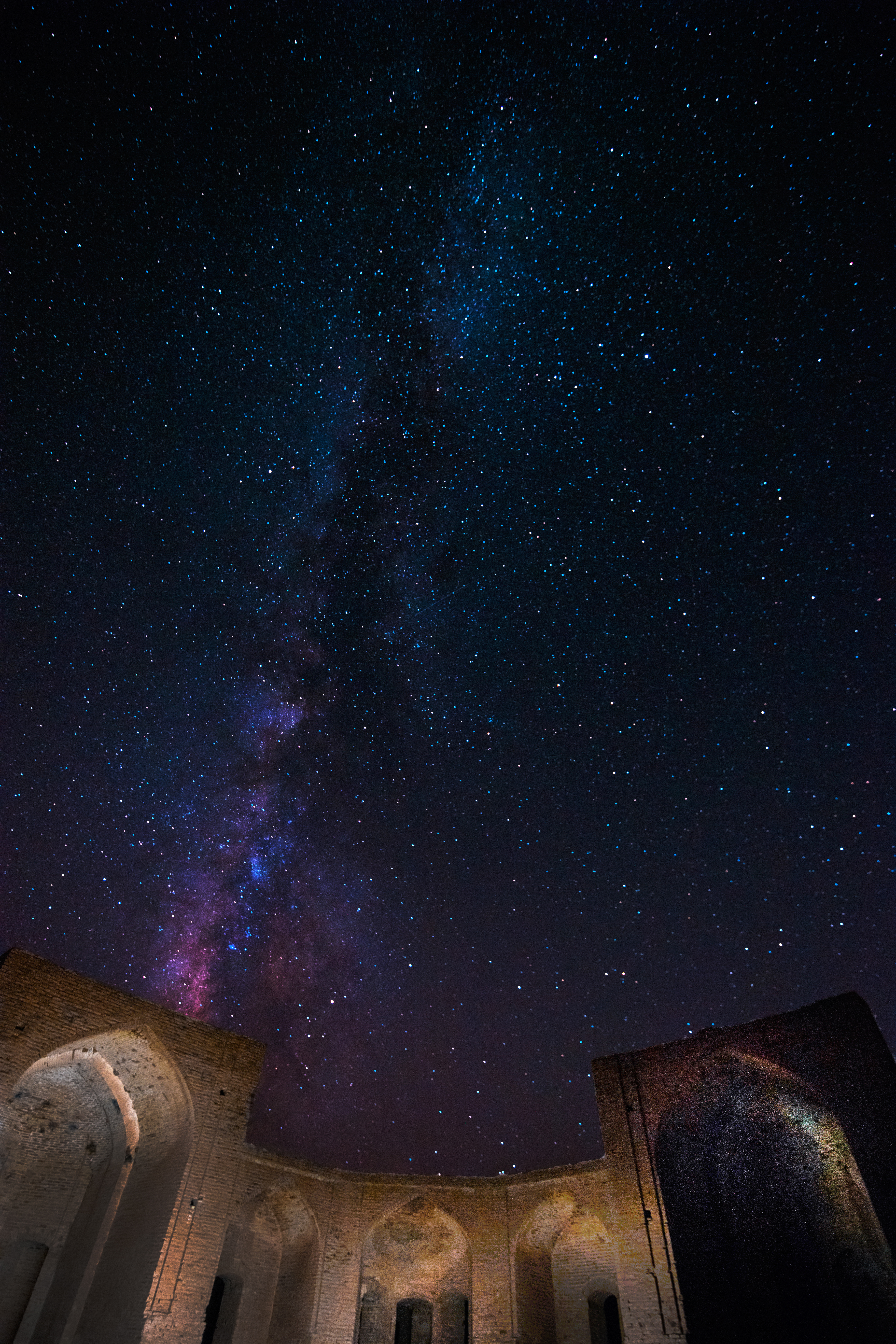